# Sifton Pass
Sifton Pass är ett bergspass i Kanada.   Det ligger i provinsen British Columbia, i den centrala delen av landet, 3 600 km väster om huvudstaden Ottawa. Sifton Pass ligger 1 108 meter över havet.
Terrängen runt Sifton Pass är huvudsakligen kuperad, men norrut är den bergig. Sifton Pass ligger nere i en dal. Trakten runt Sifton Pass är nära nog obefolkad, med mindre än två invånare per kvadratkilometer.. Det finns inga samhällen i närheten. 